# Jannick van der Laan
Jannick van der Laan (10 juli 1995) is sinds het seizoen 2018/2019 scheidsrechter in het betaalde voetbal.
Van der Laan is sinds dat seizoen in dienst bij de KNVB en leidt voornamelijk wedstrijden in de Keuken Kampioen Divisie. Hij debuteerde op 7 september 2018 in het betaalde voetbal bij de wedstrijd tussen Jong FC Utrecht en Jong PSV (3-2) in de Keuken Kampioen Divisie.
Debuut in de Eredivisie bij de wedstrijd Heracles - RKC op 17 oktober 2020. Op 20 december 2024 maakte hij bij het Eredivisieduel RKC - PEC Zwolle een enorme blunder door als VAR in de laatste minuut van de wedstrijd een doelpunt van PEC onterecht af te keuren i.v.m. buitenspel. Echter, het betrof hier een spelhervatting uit een hoekschop waardoor er nooit buitenspel kan ontstaan.  
Van der Laan speelde in de jeugd bij JVC Cuijk en was daar ook jeugdtrainer. Hij is de jongere broer van voetballer Jordie van der Laan.
Internationaal scheidsrechter: Sander van der Eijk · Wendy Gijsbers · Serdar Gözübüyük · Lizzy van der Helm · Dennis Higler · Joey Kooij · Allard Lindhout · Danny Makkelie · Marc Nagtegaal · Marisca Overtoom · Shona Shukrula

Nationaal scheidsrechter: Erwin Blank · Pol van Boekel · Alex Bos · Rob Dieperink · Laurens Gerrets · Edwin van de Graaf · Thomas Hardeman · Robin Hensgens · Jochem Kamphuis · Martin van den Kerkhof · Boyd van Kommer · Jannick van der Laan · Jeroen Manschot · Richard Martens · Bas Nijhuis · Ingmar Oostrom · Martin Pérez · Kevin Puts · Jesse Rozendal · Clay Ruperti · Rick Sturm · Stan Teuben · Luuk Timmer · Robin Vereijken · Martijn Vos · Wouter Wiersma